# Radu Tempea
Radu Tempea  (* 9. Februar 1768 in Brașov; † 5. Juli 1824 ebenda) war ein rumänischer orthodoxer Priester, Pädagoge, Grammatiker und Rumänist.

## Leben und Werk

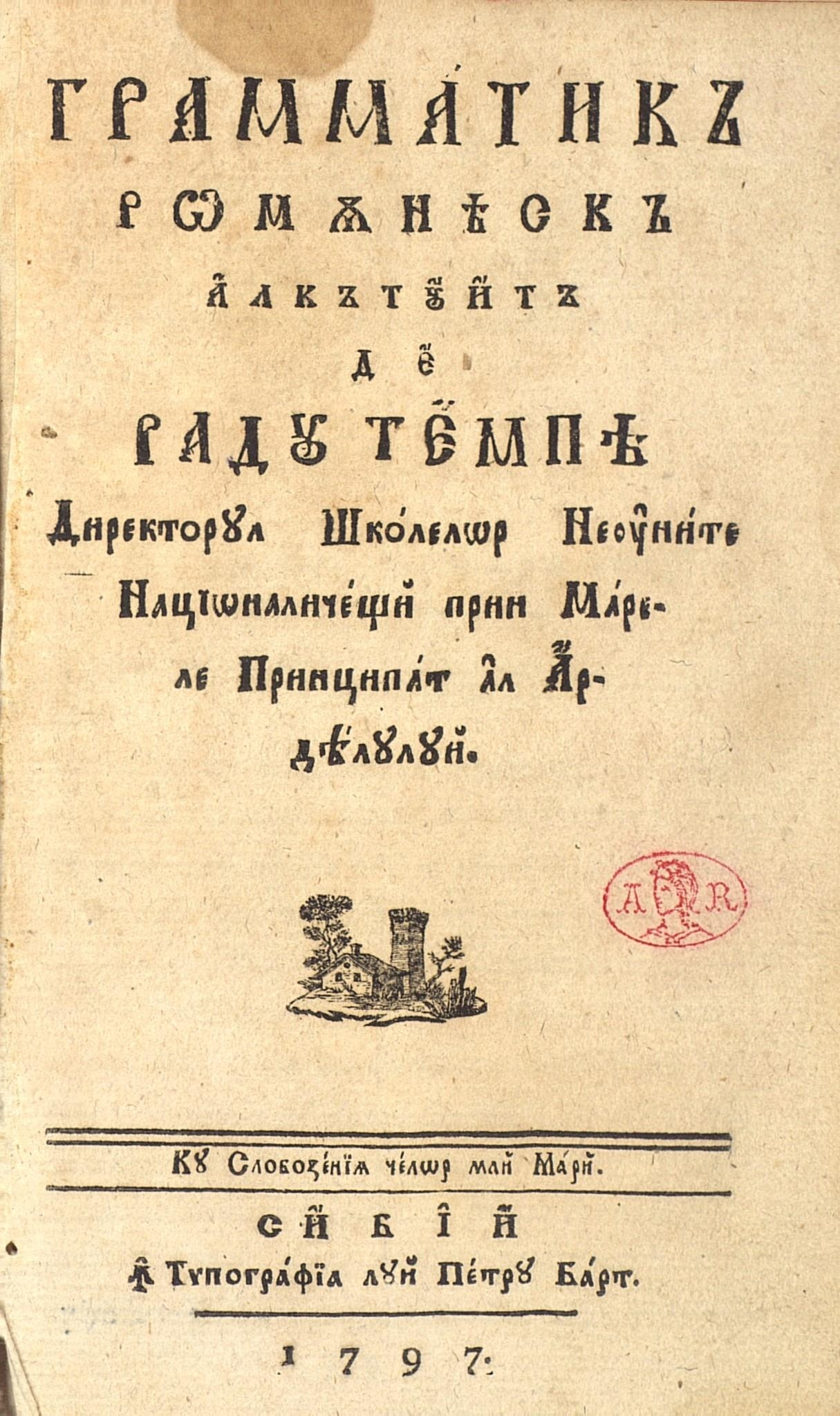
Grammatică românească alcătuită, 1797

Radu Tempea  studierte in Buda, wurde 1794 Priester, leitete von 1796 bis 1808 die rumänische orthodoxe  Schule Siebenbürgens  in Kronstadt (Brașov) und war dann dort Protopop, Generalvikar.
Tempea veröffentlichte 1797 in rumänischer Sprache eine der ersten Grammatiken des Rumänischen mit wissenschaftlichem Anspruch.

## Werke
- Grammatică românească alcătuită de Radu Tempea, Directorul Școalelor Neunite Naționalicești prin Marele Prințipat al Ardealului, Sibiu (Hermannstadt) 1797